# Зимари (Пушкиногорье)
Зимари — деревня в севернной части Пушкиногорского района Псковской области. Входит в состав городского поселения Пушкиногорье.
Расположена севернее озера Кучане (Петровское), в 7 км к северу от административного центра района — посёлка городского типа Пушкинские Горы.

## Население
Численность населения деревни по оценке на конец 2010 года составляла 69 человек.

## История
До 3 июня 2010 года деревня входила в состав сельского поселения «Зарецкая волость».